# Хойкродт, Олаф
О́лаф Хо́йкродт (нем. Olaf Heukrodt; 23 января 1962, Магдебург) — немецкий гребец-каноист, выступал за сборные ГДР и Германии на всём протяжении 1980-х и в начале 1990-х годов. Участник трёх летних Олимпийских игр, чемпион Игр в Сеуле, семикратный чемпион мира, многократный победитель и призёр первенств национального значения. Также известен как спортивный функционер и тренер.

## Биография
Олаф Хойкродт родился 23 января 1962 года в городе Магдебурге, федеральная земля Саксония-Анхальт. Активно заниматься греблей начал в раннем детстве, проходил подготовку в местном спортивном клубе «Магдебург».
Первого серьёзного успеха на взрослом международном уровне добился в 1980 году, когда попал в основной состав национальной сборной Восточной Германии и благодаря череде удачных выступлений удостоился права защищать честь страны на летних Олимпийских играх в Москве. В зачёте одноместных каноэ на дистанции 500 метров выиграл бронзовую медаль, уступив в финале советскому гребцу Сергею Пострехину и болгарину Любомиру Любенову. В парном разряде вместе с партнёром Уве Мадея взял серебро на дистанции 1000 метров, пропустив вперёд лишь команду Румынии.
В 1981 году на чемпионате мира в английском Ноттингеме Хойкродт завоевал титул чемпиона мира в одиночной полукилометровой дисциплине и стал серебряным призёром в парной километровой. Год спустя на мировом первенстве в югославском Белграде защитил чемпионское звание в одиночном пятисотметровом разряде, ещё через год на аналогичных соревнованиях в финском Тампере добыл серебро в двойках на тысяче метров. В 1984 году должен был выступать на Олимпийских играх в Лос-Анджелесе, однако страны социалистического лагеря по политическим причинам бойкотировали эти Игры, и вместо этого он выступил на альтернативном турнире «Дружба-84», где тоже стал чемпионом.
На чемпионате мира 1985 года в бельгийском Мехелене Хойкродт сделал золотой дубль, получил награды наивысшего достоинства сразу в двух дисциплинах: в одиночках на пятистах метрах и в двойках на тысяче. В следующем сезоне на мировом первенстве в Монреале добавил в послужной список золото в программе C-1 500 м, затем на домашнем первенстве планеты в Дуйсбурге вновь совершил золотой дубль, на сей раз добился чемпионского звания в одиночках на километровой и полукилометровой дистанциях, став таким образом семикратным чемпионом мира. Будучи одним из лидеров сборной ГДР, успешно прошёл квалификацию на Олимпийские игры 1988 года в Сеуле — стал чемпионом в одиночках в гонке на 500 метров и вместе с напарником Инго Шпелли выиграл серебряную медаль в двойках на 1000 метрах — в решающем заезде они уступили представителям СССР Виктору Ренейскому и Николаю Журавскому.
После сеульской Олимпиады Хойкродт остался в основном составе сборной ГДР и продолжил принимать участие в крупнейших международных регатах. Так, в 1989 году он побывал на чемпионате мира в болгарском Пловдиве, откуда привёз награду серебряного достоинства, выигранную в одиночках на пятистах метрах — в финале его обошёл советский гребец Михаил Сливинский. На мировом первенстве 1991 года в Париже, уже представляя команду объединённой Германии, получил бронзу в одиночной полукилометровой дисциплине (помимо Сливинского также проиграл болгарину Николаю Бухалову), тогда как серебро взял в составе четырёхместного экипажа каноэ, уступив команде из СССР. Позже прошёл отбор на Олимпийские игры 1992 года в Барселоне, где пополнил медальную коллекцию ещё одной бронзовой наградой в одиночной пятисотметровой дисциплине — лучше него дистанцию преодолели Сливинский и Бухалов, ставшие золотым и серебряным призёрами соответственно.
В период 1987—1991 Хойкродт обучался в берлинском филиале Германской академии физической культуры, однако из-за интенсивной подготовки к Олимпиаде 1992 года не смог закончить полный курс и вынужден был бросить обучение. После завершения карьеры профессионального спортсмена работал помощником банкира в Dresdner Bank, затем в 2008 году перешёл на тренерскую работу. В 2005—2010 годах занимал должность президента Ассоциации каноэ Германии. В настоящее время проживает Лейпциге, работает тренером по гребле на байдарках и каноэ в местном спортивном клубе. Награждён бронзовым и двумя золотыми орденами «За заслуги перед Отечеством» (1980, 1984, 1988), а также золотым орденом «Звезда дружбы народов» (1986). Был женат на известной пловчихе Биргит Майнеке.